# Thomas Kelsey
Thomas Kelsey (zm. ok. 1680) – angielski dowódca okresu wojny domowej, stronnik Olivera Cromwella. Przed wojną był kupcem w Londynie.
Po wybuchu wojny domowej między Parlamentem a królem Karolem I, Kelsey wstąpił do Armii Nowego Wzoru. Szybko piął się w górę po szczeblach kariery i w 1645 r. został generałem majorem. W 1646 r. został podpułkownikiem regimentu Ingoldsbyego. Po zakończeniu wojny został zastępcą gubernatora Oksfordu, w latach 1651–1656 był lordem strażnikiem Pięciu Portów.
Na początku lat 50. Kelsey przyłączył się do „Pięciu Monarchistów”, organizacji wierzącej, że koniec świata nastąpi w 1666 r. Popierał Cromwella przy wprowadzeniu Portektoratu. W pierwszym parlamencie tego okresu reprezentował okręg Sandwich. Podczas tzw. „rządów generałów majorów” w latach 1655–1657 jego władzy podlegały hrabstwa Kent i Surrey.
Po upadku Protektoratu w 1659 r. Kelsey wspierał działania generała Johna Lamberta przeciw restauracji monarchii. Kiedy jest restauracja stała się faktem, Kelsey został w styczniu 1660 r. pozbawiony urzędów przez Parlament i zmuszony do opuszczenia Londynu. W maju, po powrocie Karola II, Kelsey wyjechał do Niderlandów. Do Anglii powrócił w 1666 r.
Niewiele wiadomo o jego dalszych losach. Zmarł najprawdopodobniej ok. 1680 r.